# Inktvraat

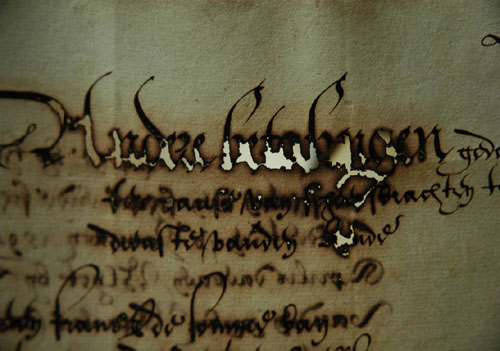
Inktvraat in een ver gevorderd stadium, er zijn gaten in het papier gevallen

Inktvraat kan optreden in teksten die geschreven zijn met ijzergallusinkt. Het ijzersulfaat in de inkt veroorzaakt een chemisch proces dat papier aantast. Belangrijke factoren zijn vocht, zuur en oxidatie. Drukinkt veroorzaakt deze schade niet. De eerste tekenen van inktvraat zijn het uitwaaieren van de inkt buiten de geschreven of getekende lijnen. De inkt kan ook verkleuren, van (licht)bruin tot bijna zwart. Er ontstaat doorslag zodat de tekst aan de achterzijde van het papier zichtbaar wordt. De zure inkt vreet zich door het papier heen en de geschreven letters vallen letterlijk uit het papier. Het proces is onomkeerbaar. Juiste bewaaromstandigheden kunnen het proces niet stoppen, maar wel vertragen. 

## IJzergallusinkt
Vanaf de middeleeuwen tot in de twintigste eeuw werd gebruikgemaakt van ijzergallusinkt. De ingrediënten voor de inkt zijn onder andere ijzersulfaat en looizuur. Het laatste wordt gewonnen uit galappels die voorkomen op eikenblad. De samenstelling verschilt per maker en zelfs per aangemaakte voorraad.